# ك
‎（阿拉伯语：‎）是阿拉伯字母中的第22個字母，屬於月亮字母。

## 概要

### 字源
源於腓尼基字母𐤊，與希伯來字母「כ」、希臘字母的「Κ」、拉丁字母的「K」和西里爾字母的「К」同源。

### 讀音
在現代標準阿拉伯語中發音為清軟顎塞音/k/，但在某些方言中發音為清顎齦塞擦音/tʃ/。

### 字體變化
依據字母在詞語位置的不同，其書寫形式也會有所變化：
| 在词语中的位置：        | 独立 | 尾部 | 中部 | 首部 |
| ----------------------- | ---- | ---- | ---- | ---- |
| 誊抄体： （显示异常？） | ك‎    | ـك‎   | ـكـ‎  | كـ‎   |
| 波斯体： （显示异常？） | ك‬    | ـك‬   | ـكـ‬  | كـ‬   |

在波斯語中該字母的原形與詞末形即為「ک」。